# Techniques de maîtrise
 (décembre 2017).
Si vous disposez d'ouvrages ou d'articles de référence ou si vous connaissez des sites web de qualité traitant du thème abordé ici, merci de compléter l'article en donnant les références utiles à sa vérifiabilité et en les liant à la section « Notes et références ».
Katame waza est un terme japonais signifiant techniques de maîtrise. Cela désigne des techniques de ju-jitsu et des disciplines en découlant : judo et aïkido. D'autres arts martiaux et sports de combat utilisent des techniques pour maîtriser l'adversaire.

## Judo et ju-jitsu
Les katame waza sont classées de la manières suivantes :
- osae waza (techniques d'immobilisation)
  - Kesa-Gatame
    - Kuzure-Kesa-Gatame
    - Hon-Kesa-Gatame
    - Ushiro-Kesa-Gatame
    - Makura-Kesa-Gatame
    - Kata-Kesa-Gatame

  - Kata-Gatame
  - Kami-Shiho-Gatame
  - Kuzure-Kami-Shiho-Gatame
  - Tate-Shiho-Gatame
  - Kuzure-Tate-Shiho-Gatame
  - Yoko-Shiho-Gatame
  - Kuzure-Yoko-Shiho-Gatame

- shime waza (techniques d'étranglement)
  - Hadaka-Jime
  - Kata-Ha-Jime
  - Okuri-Eri-Jime
  - Sankaku-Jime
  - Ashi-Gatame-Jime
  - Do-Jime
  - Gyaku-Juji-Jime
  - Kata-Juji-Jime
  - Kata-Te-Jime
  - Morote-Jime
  - Nami-Juji-Jime
  - Ryo-Te-Jime
  - Sode-Guruma-Jime
  - Tsukkomi-Jime

- kansetsu waza (techniques de luxation)
  - Ashi-Gatame
  - Hara-Gatame
  - Juji-Gatame
  - Ude-Garami
  - Ude-Gatame
  - Waki-Gatame
  - Ashi-Garami
  - Hiza-Gatame
  - Sankaku-Gatame
  - Te-Gatame[1]

## Aïkido

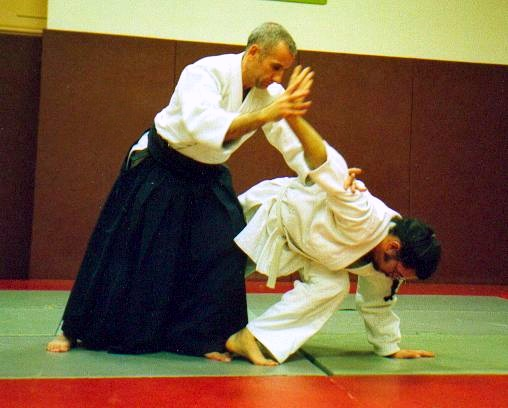
Tachi waza nikyō omote
c.-à-d. technique debout, deuxième principe, forme avant ; notez le maintien du poignet et du coude, l'extension des bras et la posture de celui qui exécute le mouvement

En aïkido, on travaille cinq immobilisations qui constituent cinq techniques de base (kihon waza). Dans le travail, l'immobilisation finale n'est pas une fin en soi, mais c'est toute la démarche qui amène à cette immobilisation qui est importante. Le but du travail est en fait de développer l'attitude :
- verticalité et équilibre (shisei) ;
- gestion de la distance et du rythme du mouvement (ma ai), placement permettant de porter des coups (atemi) tout en s'en protégeant ;
- entrée (irimi), pivot (tenkan) et coup (atemi) permettant de déséquilibrer l'adversaire, déplacement permettant de maintenir ce déséquilibre.

Les cinq immobilisations sont (voir Numération japonaise) :
- ikkyo, premier principe : la technique de maîtrise porte aussi le nom de ude osae, c'est-à-dire « immobilisation du bras » ;
- nikyo, deuxième principe, ou kote mawashi, « rotation intérieure de l'avant-bras » ;
- sankyo, troisième principe, ou kote hineri, « torsion de l'avant-bras» ;
- yonkyo, quatrième principe, ou tekubi osae, « immobilisation du poignet»  ;
- gokyo, cinquième principe, ou ude nobashi, « étirement du bras ».

Toutes les formes peuvent se construire sur une base de ikkyo, mais il existe des formes spécifiques à certains mouvements (par exemple les formes uchi kaiten sankyo).
Hiji kime osae ou ude kime osae (« immobilisation du coude / du bras ») est une immobilisation contre une attaque en piqué (tsuki) ; certains la considèrent comme un sixième principe (rokkyo).
Il existe aussi une autre immobilisation, ude garami, « lier les bras », qui consiste à « trancher » le coude du partenaire par l'arrière, permettant ainsi une clé d'épaule et une amenée au sol ; la finale est celle de nikyo.
L'aïkido utilise également des immobilisations après projection :
- kote gaeshi ;
- shiho nage.